# Тёнсбергский собор
Тёнсбергский собор (норв. Tønsberg Domkirke) — лютеранская церковь в Тёнсберге, Норвегия. Изначально приходская церковь получила статус собора в 1948 году, когда от диоцеза Осло был отделён диоцез Тунсберга. Собор рассчитан на 550 сидячих мест.
Собор построен на руинах Церкви Святого Лаврентия первой половины XII века, которая была снесена в 1814 году. Строительство кирпичной готической церкви по проекту архитектора Кристиана Хенрика Гроша было завершено в 1858 году. 19 декабря 1858 года епископ Йенс Лауриц Аруп освятил Тёнсбергский собор. В 1939 году собор был реконструирован под руководством архитектора Арнштейна Арнеберга.
Собор богато украшен резьбой: особенно следует отметить четыре фигуры Евангелистов и их символы. Барочный алтарь собора был вырезан Йенсом Йелсеном в 1764 году; алтарная картина, изображающая терзания Иисуса Христа в Гефсимании, была написана Якобом Педерссоном Линдгаардом в 1760 году. Кафедра, созданная неизвестными местными ремесленниками, датируется 1621 годом. Собору также принадлежат две Библии XVI века (1550 и 1589 годов). Купель выполнена скульптором Кристофером Борхом и пожертвована собору изобретателем и магнатом Свеном Фойном. В 1915 году на территории собора была открыта бронзовая статуя Фойна, исполненная скульптором Андерсом Свьёром.